# Gränsberget, Kärrtorp

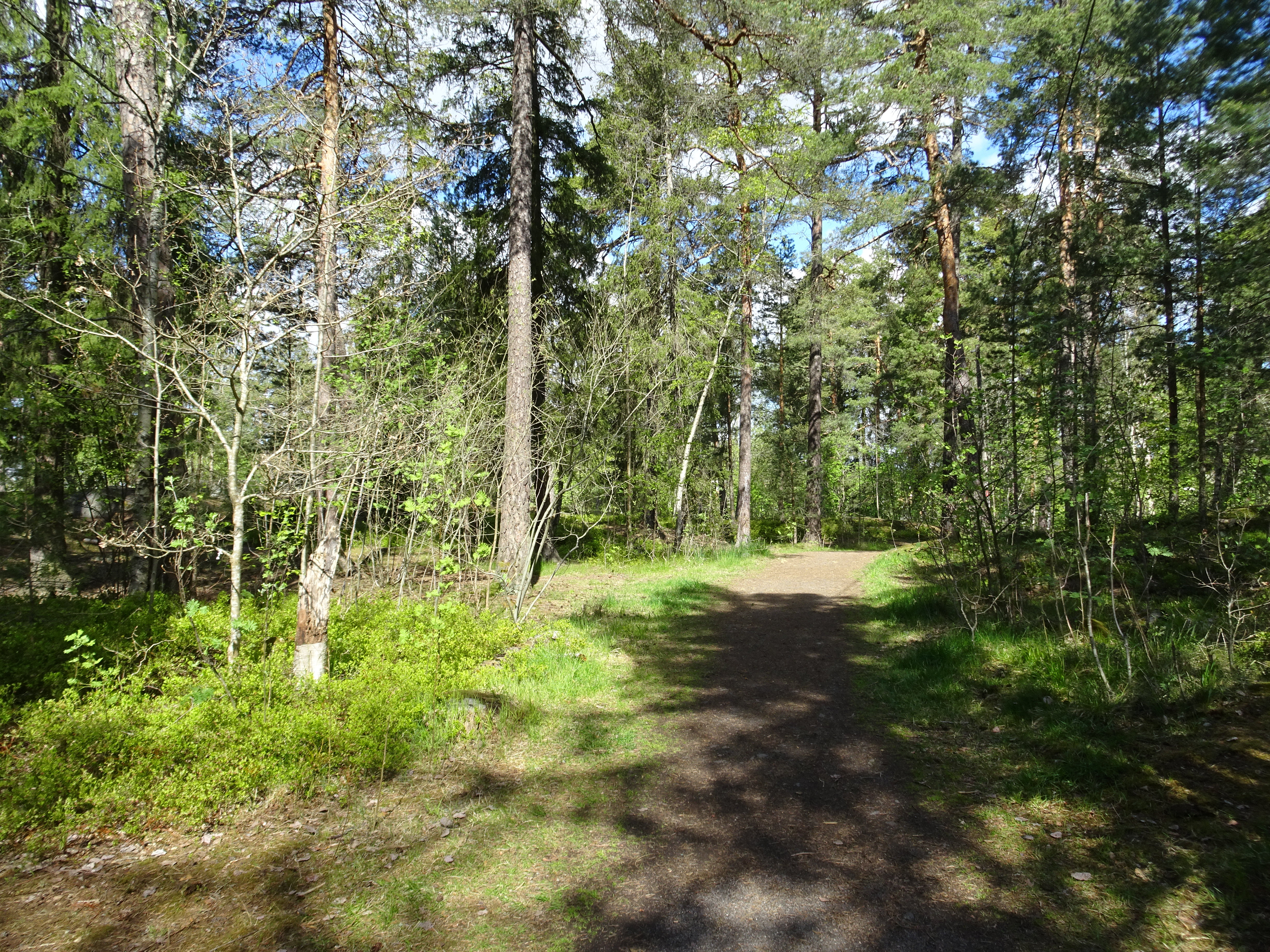
Promenadväg över Gränsberget.

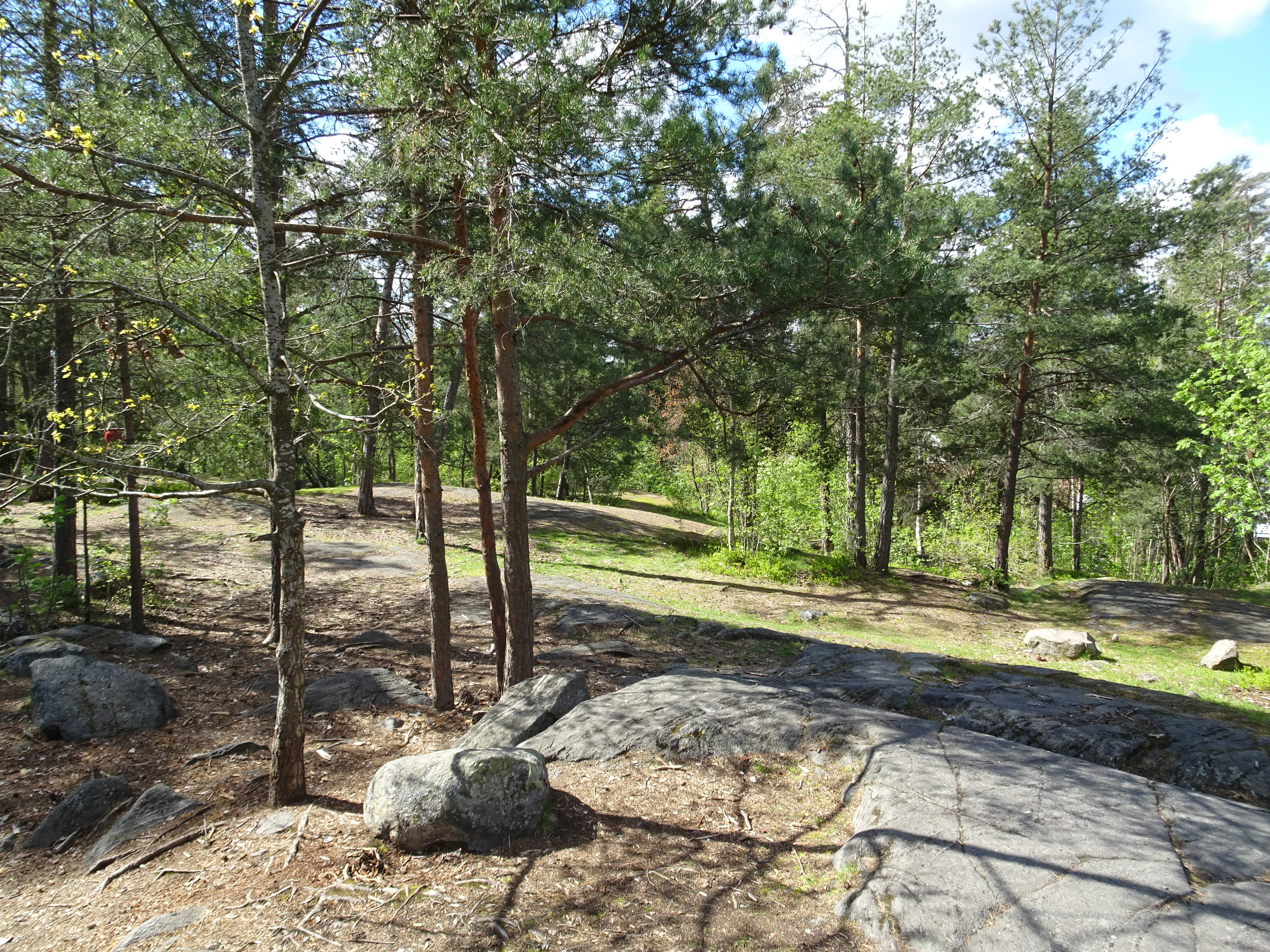
Hällmarkstallskogen på Gränsberget.

Gränsberget är en park och en tidigare moränhöjd i stadsdelarna Enskededalen och Kärrtorp i södra Stockholm.

## Historik
Gränsberget har sitt namn efter det område som utgjorde den gamla gränsen mellan dagens Enskededalen och Kärrtorp. Det cirka 1,3 kilometer långa och upp till 51 meter höga skogspartiet låg mellan godsen Hammarby gård i öster och Enskede gård i väster. Största delen hörde till Hammarby i Nacka socken som förvärvades 1947 tillsammans med Hammarbys ägor av Stockholms stad för att där bygga sin nya stadsdel ”Kärrtorp”. 

## Parken
Gränsberget utlades som parkmark i stadsplanen från 1948 och skulle bilda en grön ”buffert” mellan Enskededalens äldre stugbebyggelse i väster och den planerade stadsdelen Kärrtorp i öster. En mindre del i öster (längs Söderarmsvägen) bebyggdes med flerbostadshus på 1960-talet. I området sparades även torpet Kärrtorp som kom att ge stadsdelen Kärrtorp sitt namn. 
År 2009 beslöt Stockholms kommunfullmäktige att namnändra Gränsbergets mellersta del till Kärrtorpsparken. Den norra delen fick samtidigt namnet Fäholmaskogen. Fäholma var förr namn på ett kärr- och skogsområde som låg här. Gränsbergets södra del fick behålla sitt tidigare namn och omfattar numera bara skogspartiet mellan Skarpnäcks skola i norr och Sockenvägen i söder. Över berget går en parkväg, för övrigt lämnades parken i naturligt skick med kala berghällar och övervägande tallskog.